# AT&T Stadium
Le AT&T Stadium, anciennement Cowboys Stadium, est un stade de football américain situé près du Rangers Ballpark in Arlington à Arlington, dans la banlieue ouest de Dallas, au Texas. Ce stade appartient à la ville d'Arlington. L'AT&T Stadium a été achevé le 27 mai 2009. L'installation peut également être utilisée pour une variété d'autres activités en dehors de son but principal, tel que les concerts, les matchs de basket-ball, le football universitaire et lycéen, les concours de football de l'école secondaire, les matchs de football et des courses de supercross.
Depuis 2009, ses locataires sont les Cowboys de Dallas de la National Football League. Sa capacité est d'environ 80 000 places (ce qui en fait le quatrième plus grand de la NFL) pour les matchs de saison régulière et de 105 000 places pour les grands évènements comme le Super Bowl, il est considéré comme le plus grand stade couvert du monde. Le stade, entièrement climatisé, possède 200 suites de luxe, 15 000 sièges de club et est entouré de stationnements pouvant contenir plus de 30 000 véhicules.
Ce stade est parfois appelé Le monde de Jerry après que le propriétaire des Dallas Cowboys Jerry Jones, a initialement envisagé ce stade comme une « grande Mecque du divertissement ».

## Histoire
Les travaux du Cowboys Stadium ont débuté en avril 2006. Le cabinet d'architecture HKS Inc., basé à Dallas, fut chargé de la conception du stade. Ce dernier remplace le vétuste Texas Stadium, ouvert en 1971 et démoli le 11 avril 2010.
Le 13 mai 2009, Jerry Jones a annoncé le nom officiel, Cowboys Stadium.
Le mercredi 27 mai 2009, le stade ouvre officiellement ses portes. Des centaines de personnes ont assisté à l'évènement, y compris des personnalités politiques et d'anciens joueurs des Cowboys. Le maire d'Arlington, Bob Cluck, et le propriétaire de l'équipe, Jerry Jones ont coupé le ruban d'inauguration et engagé les cérémonies (feux d'artifice...). Le coût original de la construction était estimé à 650 millions de dollars, mais les dirigeants des Cowboys ont également révélé ce jour-là que le coût du stade était de plus d'un milliard de dollars, vers les 1,15 milliard. Ce qui en fait l'un des lieux consacrés au sport les plus chers du monde.
Le premier évènement officiel au stade est un concert de George Strait et Reba McEntire le 6 juin 2009.
Lors du premier match à domicile de la saison NFL 2009, le stade a battu le record d'affluence de la National Football League avec 105 121 spectateurs.
Le 25 juillet 2013, il est annoncé que l'enceinte changera prochainement de nom pour devenir le AT&T Stadium à la suite d'un contrat signé avec l'entreprise AT&T qui a attiré les faveurs de Jerry Jones, propriétaire et directeur général des Dallas Cowboys.

## Description

### Portes
Des portes vitrées ont une hauteur de 36 mètres.

### Toiture
La toiture a une surface de 2 100 m2.

### Écran géant
Les Cowboys de Dallas ont doté leur stade du plus grand écran géant du monde. Cette télévision haute définition de 49 mètres de long et 22 mètres de haut (soit 54 mètres de diagonale), d'un coût de 40 millions de dollars, sera suspendue au-dessus du terrain, comme font les arénas de la Ligue nationale de hockey et de la NBA. Il s’agit d’un modèle Mitsubishi disposant d’une définition HD 1080p. Ce type de tableau inspire certains amphithéâtres de la LNH et de la NBA à installer de nouveaux écrans beaucoup plus grands qui ont la longueur de la zone neutre de la patinoire. Le Pepsi Center de Denver et le Toyota Center de Houston ont un tableau de la même forme que celui du AT&T Stadium.

## Répercussion
Le coût astronomique du stade a une répercussion sur le prix des places. Selon un institut de l'Illinois cité par L'Équipe, l'augmentation est de 89,8 % sur un an. Cela fait un prix moyen de 159,65 dollars (109 euros), largement supérieur aux 74,99 dollars (51 euros) de moyenne pour les autres équipes de la ligue.

## Évènements
- Concert de George Strait et Reba McEntire, 6 juin 2009
- Concert de Jonas Brothers, 20 juin 2009
- Gold Cup 2009 (2 matchs des 1/4 de finale), 19 juillet 2009
- Concert de U2, 12 octobre 2009
- Big 12 Championship Game, 2009 et 2010
- AT&T Cotton Bowl Classic, depuis de 2010
- NBA All-Star Game 2010 devant plus de 108 000 spectateurs (record mondial pour un match de basket-ball), 14 février 2010
- Match de boxe pour le Championnat du monde des poids mi-moyens entre Manny Pacquiao (Champion) et Joshua Clottey, 13 mars 2010
- Match de boxe pour le Championnat du monde des poids super-mi-moyens entre Manny Pacquiao et Antonio Margarito, 13 novembre 2010
- Super Bowl XLV, 6 février 2011
- Gold Cup 2011, 5 juin 2011
- World Football Challenge 2011, 6 août 2011
- Gold Cup 2013 (demi-finales), 24 juillet 2013
- Final Four basket-ball NCAA, 5 et 7 avril 2014
- Concert de George Strait, 7 juin 2014
- College Football Championship Game, 12 janvier 2015
- Concert des Rolling Stones, samedi 6 juin 2015
- WrestleMania 32, devant 101 763 spectateurs le 3 avril 2016 (record pour un WrestleMania)
- Concert de Guns N' Roses (Not in This Lifetime... Tour), 3 août 2016
- WrestleMania 38, 2 et 3 avril 2022
- Concerts de Taylor Swift (The Eras Tour), 31 mars, 1er et 2 avril 2023
- Concert de Beyoncé (Renaissance World Tour), 21 septembre 2023

## Galerie

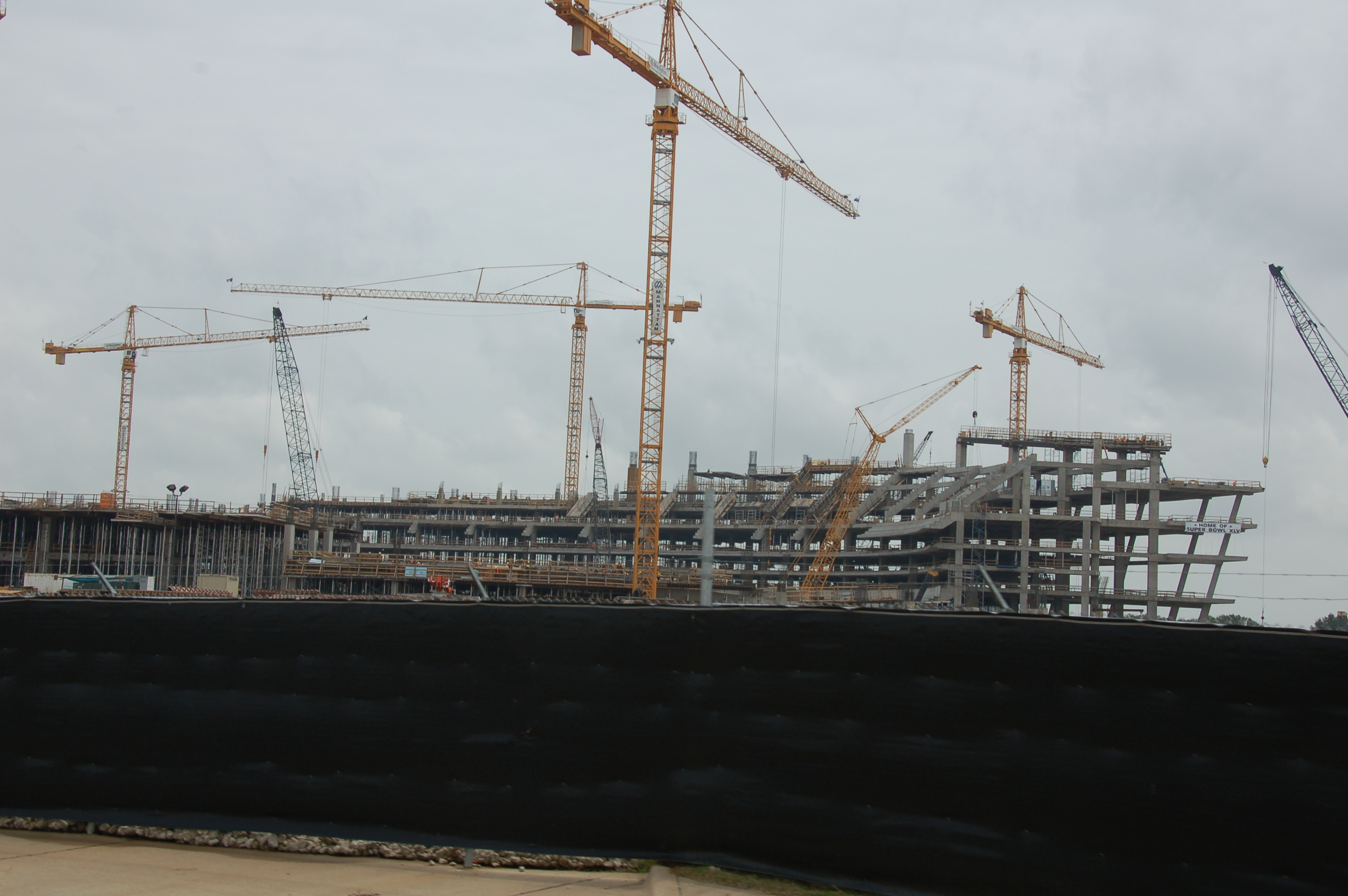
En construction (21 juin 2007)
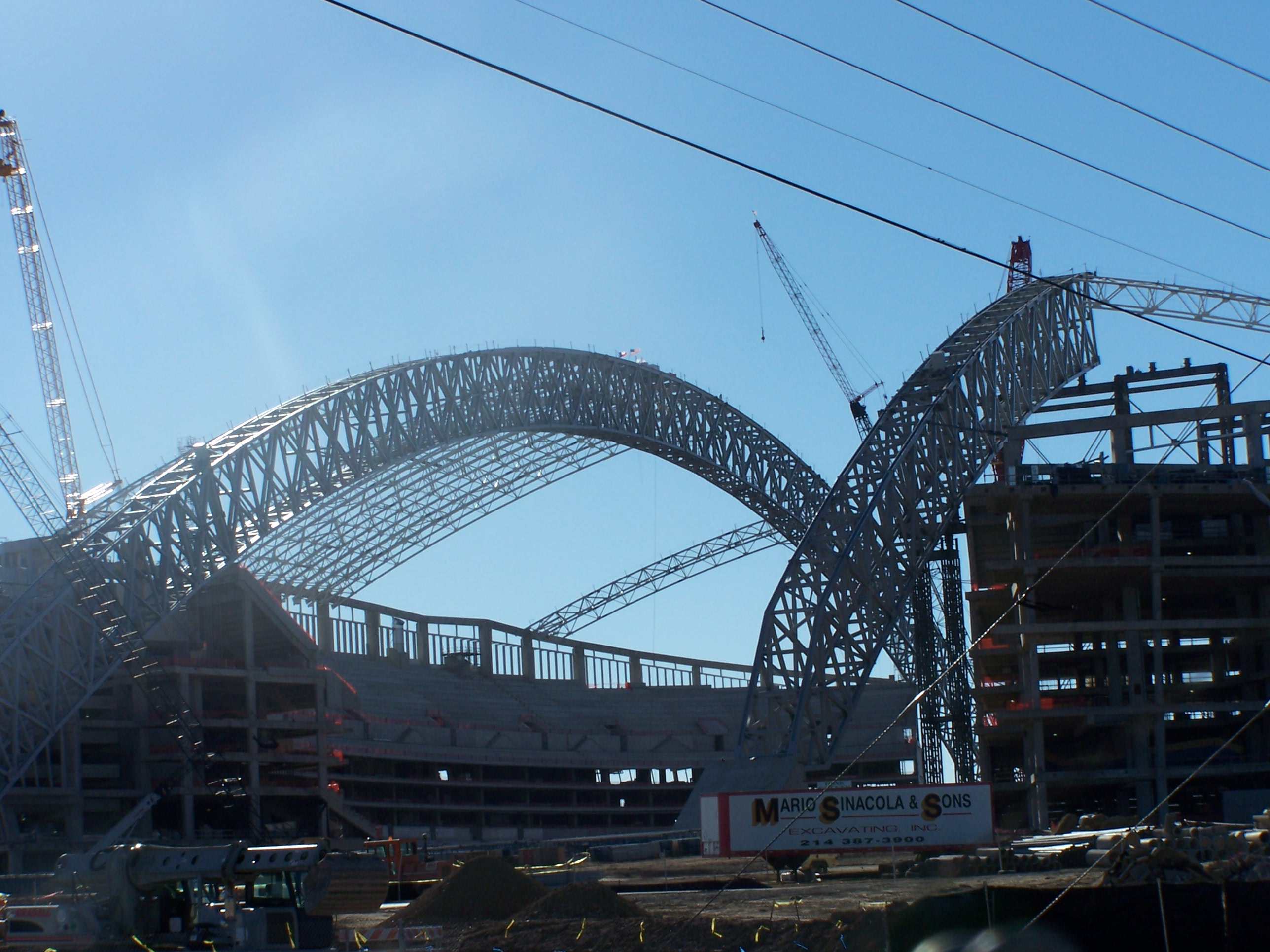
25 décembre 2007
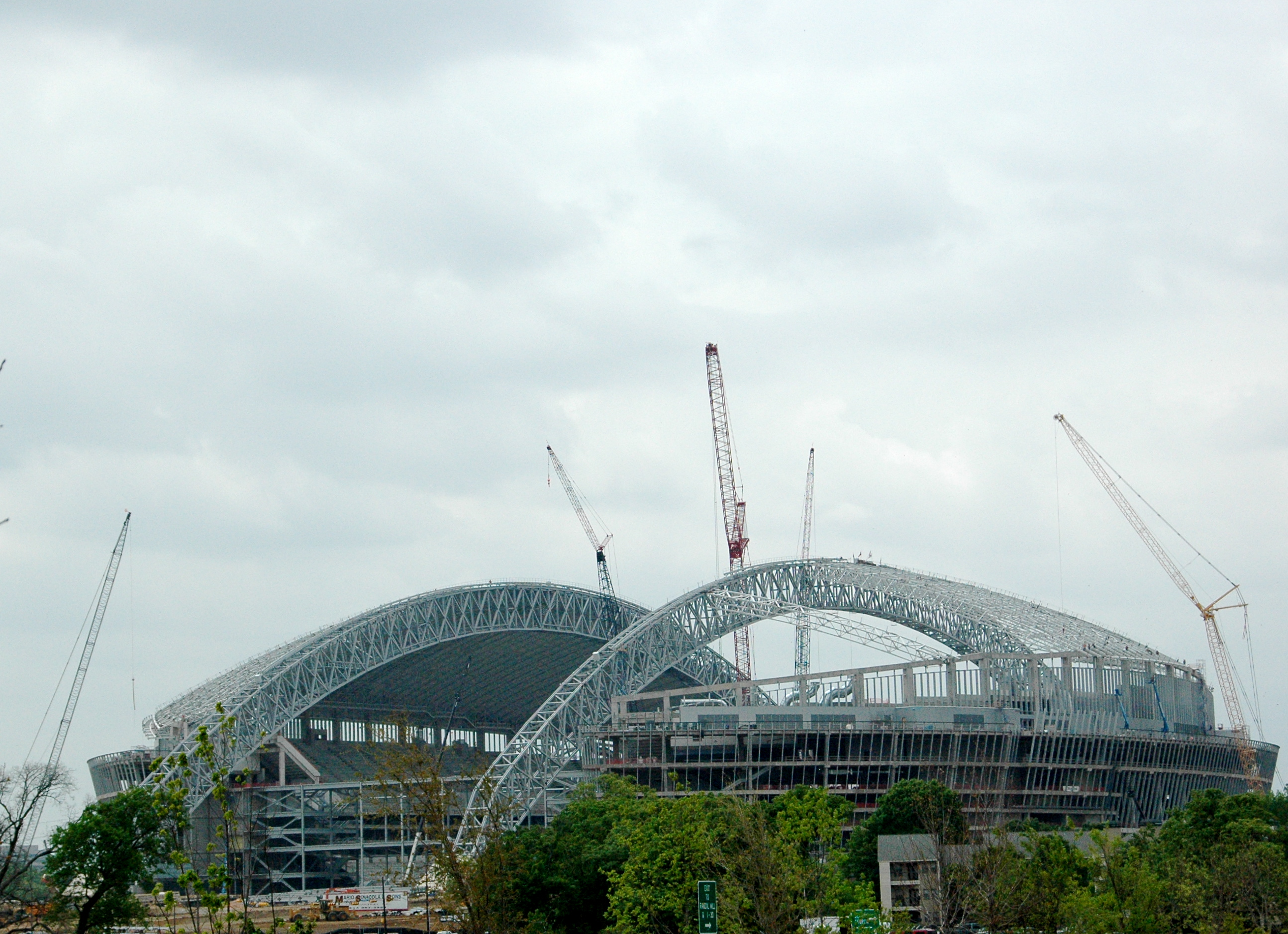
8 avril 2008
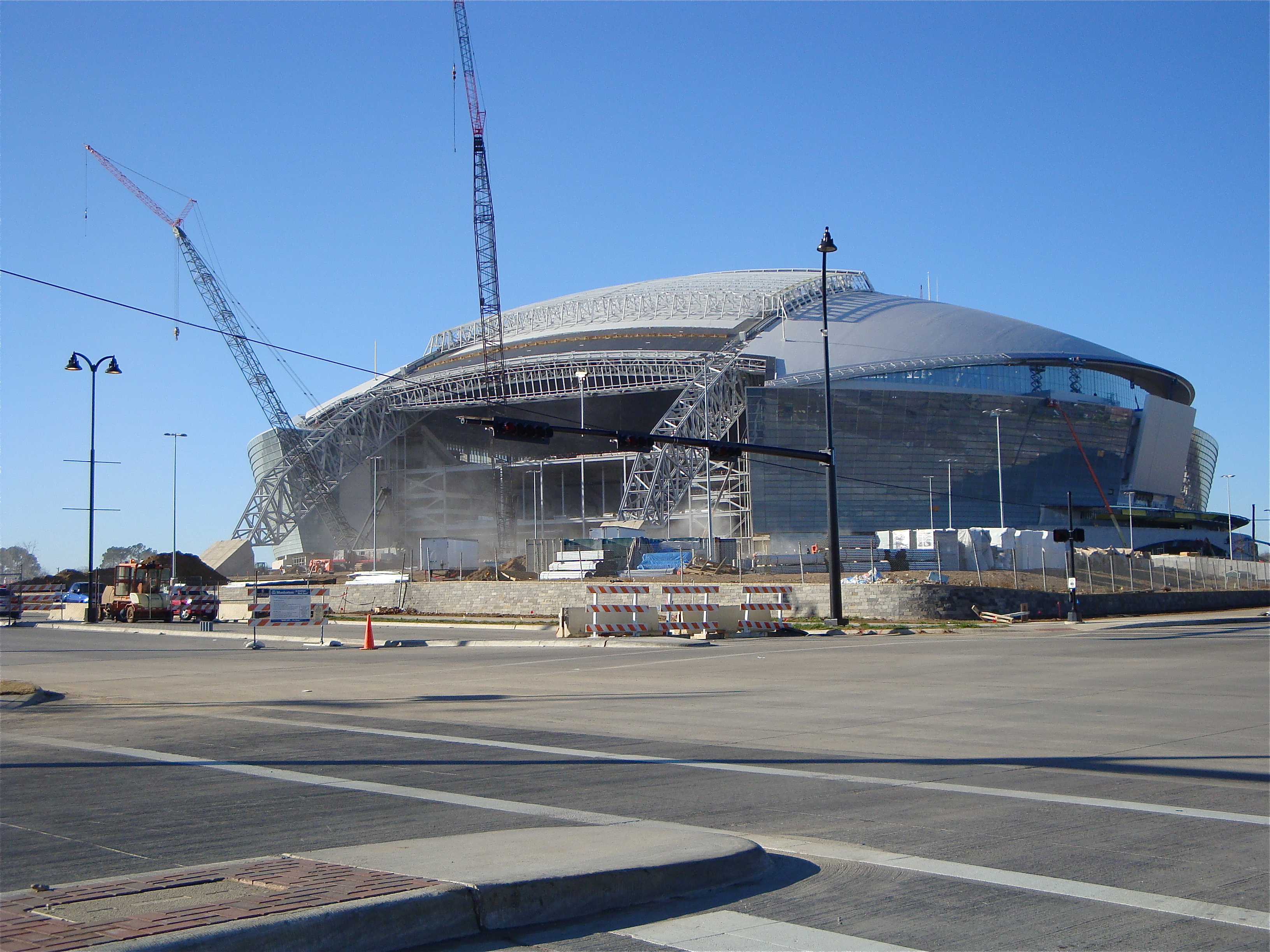
29 décembre 2008
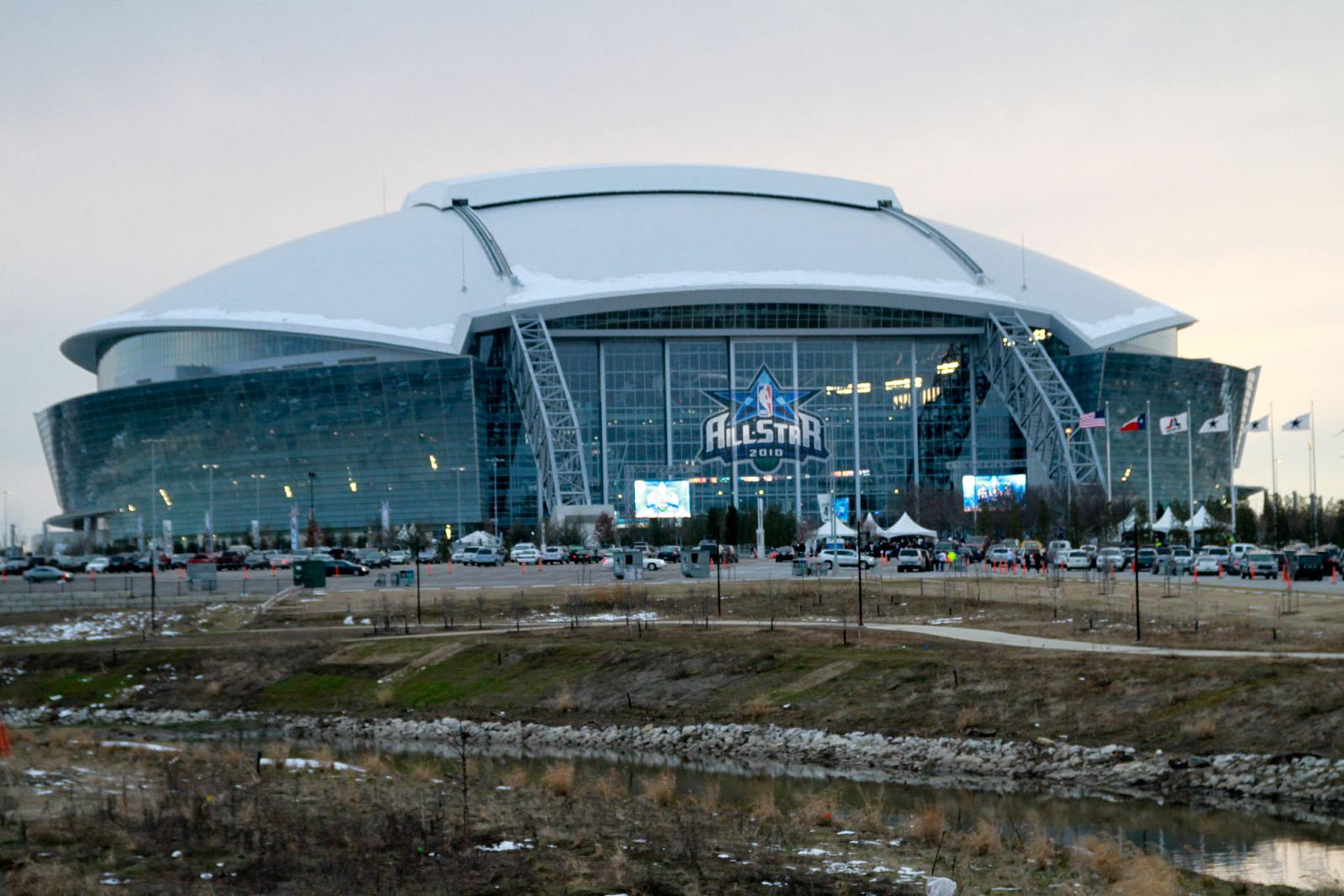
14 février 2010
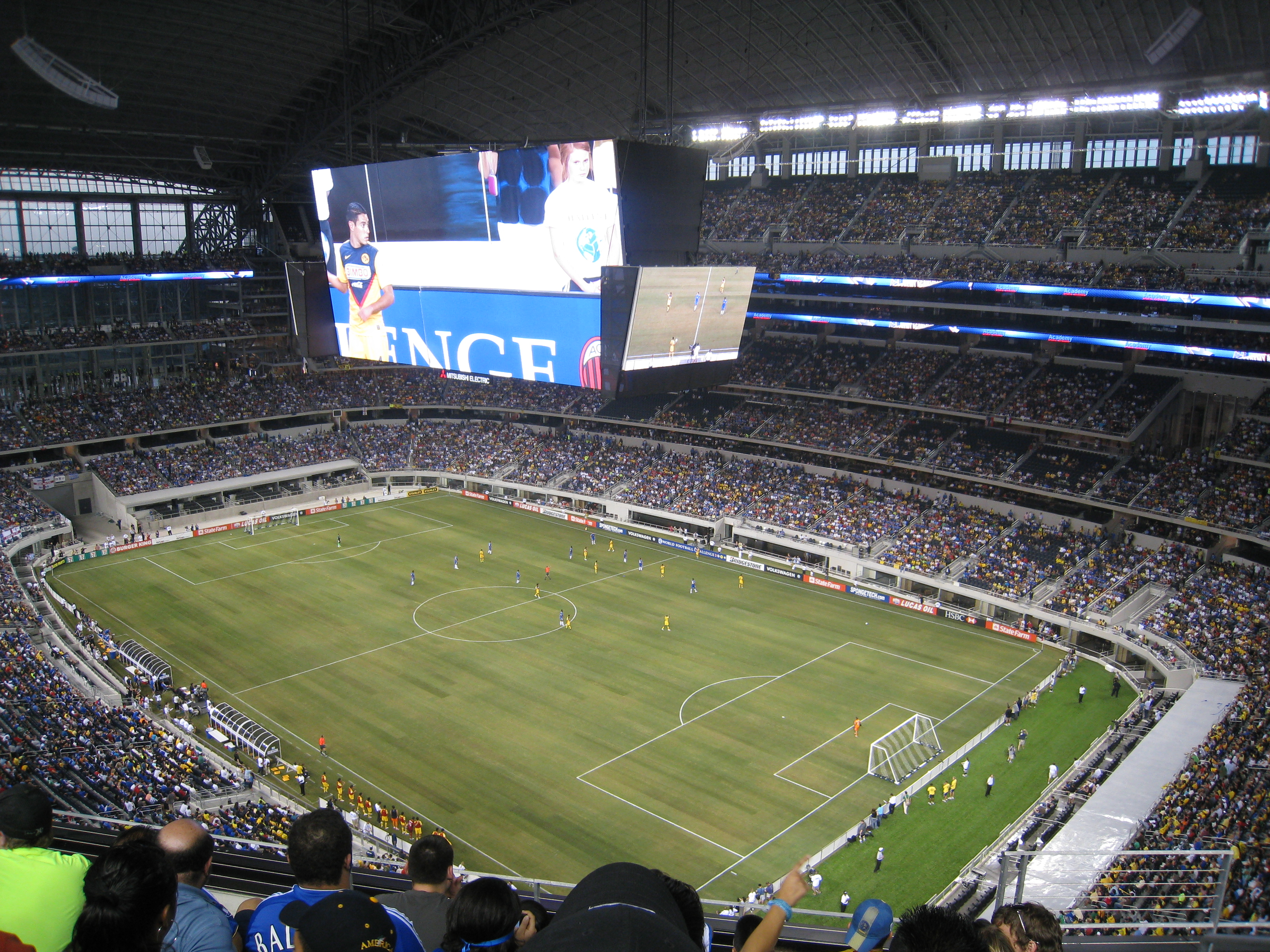
Vue intérieure
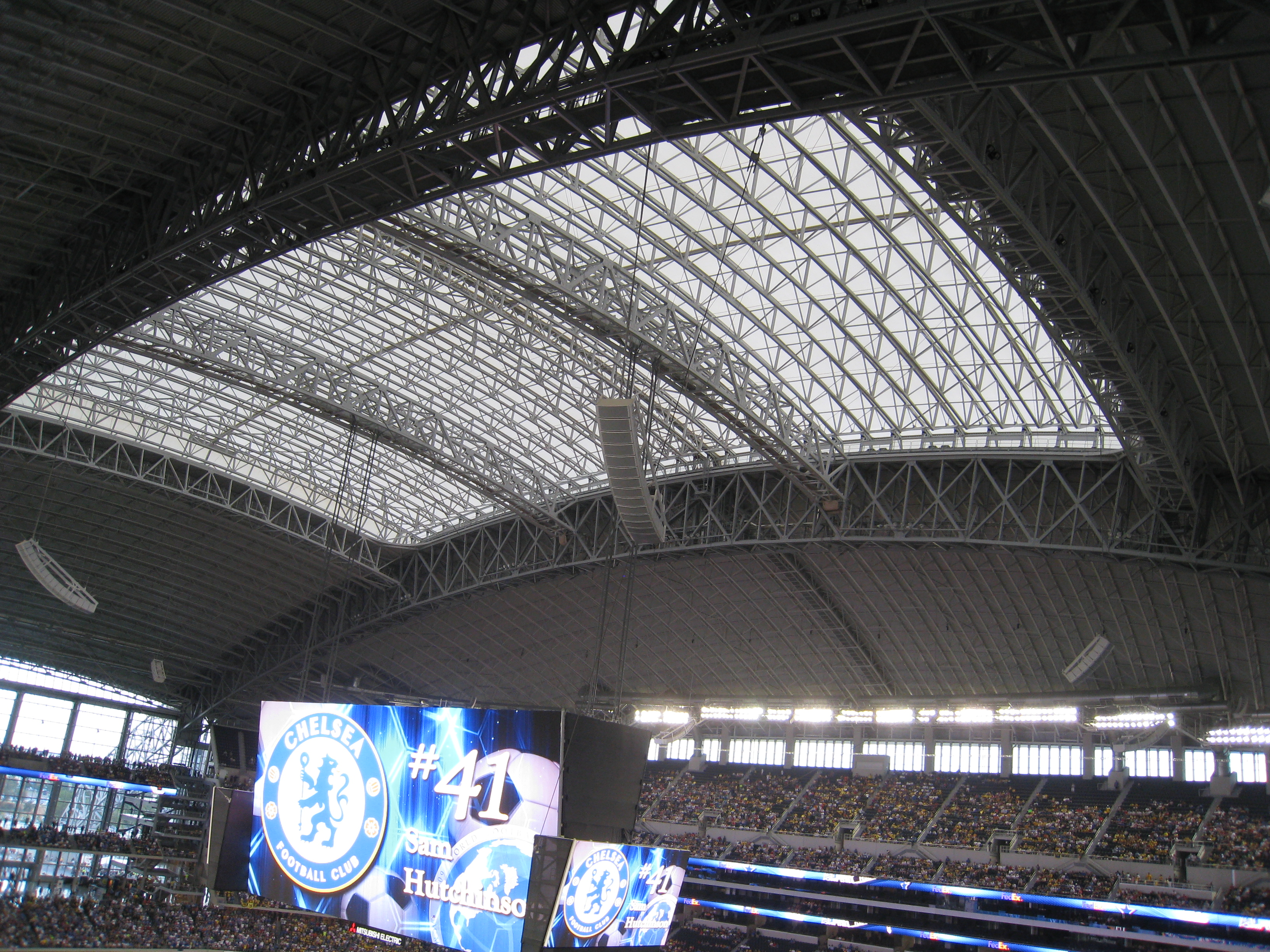
Toit